# نيقولا بوكريفاتش
نيقولا بوكريفاتش (بالكرواتية: Nikola Pokrivač)‏، من مواليد 26 نوفمبر 1985 في تشاكوفيتش في كرواتيا، لاعب كرة قدم كرواتي.
بدأ مسيرته الكروية مع نادي فارتيكس فارازدين في عام 2004، ولعب معهم حتى عام 2006، وفي موسم 2007/2008 انتقل إلى نادي دينامو زغرب، ولعب معهم 30 مباراة وسجل 4 أهداف، ومنذ عام 2008 وهو يلعب مع نادي موناكو الفرنسي.
بدأ باللعب مع منتخب كرواتيا لكرة القدم في عام 2008.

## روابط خارجية
- نيقولا بوكريفاتش على موقع قاعدة بيانات كرة القدم.إي يو (الإنجليزية)
- نيقولا بوكريفاتش على موقع بيانات كرة القدم. دي إي (الألمانية)
- نيقولا بوكريفاتش على موقع ليكيب (الفرنسية)
- نيقولا بوكريفاتش على موقع ناشيونال فوتبول تيمز (الإنجليزية)
- نيقولا بوكريفاتش على موقع Soccerway.com (الإنجليزية)
- نيقولا بوكريفاتش على موقع عالم كرة القدم.نت (الإنجليزية)
- نيقولا بوكريفاتش على موقع كووورة
- نيقولا بوكريفاتش على موقع AS.com (الإسبانية)